# Rosnivka, Iavoriv
Rosnivka (în ucraineană Роснівка) este un sat în comuna Sarnî din raionul Iavoriv, regiunea Liov, Ucraina.

## Demografie
Componența lingvistică a localității Rosnivka
     Ucraineană (100%)
Conform recensământului din 2001, toată populația localității Rosnivka era vorbitoare de ucraineană (100%).